# Phare du Cap de Creus
Le phare du Cap de Creus est un phare situé sur le Cap de Creus à Cadaqués, dans la comarque d'Alt Empordà, sur la Costa Brava , dans la Province de Gérone (Catalogne) en Espagne. Il se trouve dans le Parc naturel du Cap de Creus.
Il est classé Bien d'intérêt culturel à l'Inventaire du patrimoine architectural de Catalogne.
Il est géré par l'autorité portuaire du Port de Barcelone.

## Construction
Le phare du Cap de Creus est le plus à l'est de la péninsule ibérique. La décision de cette construction sur le Cap de Creus a été prise en 1847 dans le plan général d'éclairage des côtes et des ports d'Espagne qui montrait la nécessité d'avoir un phare sur chaque point géographique stratégique de la côte catalane, sous le règne de la reine Isabelle II. Il a été mis en service en 1853, comme indiqué dans la façade en pierre. Il est le deuxième plus ancien phare de Catalogne, car il a ouvert 19 mois après le phare de Llobregat.
Il a les mêmes caractéristiques que les phares du XIXe siècle. C'est une tour en maçonnerie de 11 m de haut, au centre d'une maison de gardien d'un étage. Son originalité vient de sa double galerie : la première est de section carrée et la seconde est ronde, soutenant une lanterne avec un dôme tout en verre. La tour a été partiellement restaurée et modifiée à plusieurs reprises pour s'adapter aux progrès techniques des systèmes optiques au fur et à mesure des plans d'amélioration. À l'heure actuelle, une clôture entoure le phare et, au-dessus de la porte est, il y a une plaque avec l'inscription: « Reinando Dona Isabel segunda, ano de 1853 ».
En 1904, le phare émettait un éclat blanc toutes les trois secondes visible jusqu'à 27 milles (environ 43 km). La tour était bleu et rouge comme signe distinctif de jour. Il était habité par deux gardiens. le projet d'amélioration de 1904 lui a donné une gamme de 30 milles (environ 48 km). En 1923, un nouveau mécanisme est installé pour devenir un feu à occultations (un éclat toutes les 20 secondes) visible jusqu'à 40 milles (environ 64 km). Ces dernières années, il a subi de nouvelles modifications pour donner deux éclats blancs toutes les 10 secondes visibles jusqu'à 20 milles (32 km).
Identifiant : ARLHS : SPA059 ; ES-31730 - Amirauté : E0486 - NGA : 5988 .
|                              |
| La lanterne à double galerie |

|              |
| Cap de Creus |

|          |
| Le phare |

## Le cap de Creus
Une vingtaine de mètres à l'est de la clôture, à un niveau inférieur, on trouve les vestiges de la tour médiévale du Cap de Creus. Dans un premier temps, la tour du Cap de Creus servait de tour de vigie contre le danger de la piraterie existant déjà en 1385, lorsque le roi Pierre IV d'Aragon ratifia les privilèges de Cadaqués à avoir une garnison de chevaliers. Cette tour a été détruite en 1433 et plus tard, le Père bénédictin Joan Clarà a proposé de reconstruire une autre tour qui fut acceptée en 1436, par décision du gouvernement. Au XVIe siècle, la tour du Cap de Creus est reconstruite à nouveau en 1568.

### Lien connexe
- Liste des phares d'Espagne